# СКВ (самолёт)
СКВ (партизанский) — проект самолёта короткого взлёта и посадки, предназначенный для переброски трёх бойцов (партизан) или грузов общей массой до 600 килограмм и эксплуатации с необорудованных площадок размером 20 × 20 метров.

## Назначение
Помимо основного назначения самолёт предполагалось использовать в следующих вариантах: санитарный, сельскохозяйственный, аэрофотосъемочный. В 1951 был разработан эскизный проект, который получил одобрение ВВС СССР и положительное заключение ЦАГИ с двумя замечаниями: отсутствие предкрылка на центроплане может привести к преждевременному срыву потока с крыла, вопрос об устойчивости и управляемости на малых скоростях полёта требует обширных продувок и исследований. Но поддержки проект самолета СКВ в МАП СССР не получил, соответственно не был осуществлён.

## Конструкция
Большая площадь остекления передней и задней частей фюзеляжа обеспечивает широкий обзор во всех направлениях. Оперение крепится к крылу двумя клёпаными балками, расчаленными лентами к кабине. Эти конструктивные особенности позволяют применить личное оружие для отражения воздушных атак противника.

## Характеристики
Взлётно-посадочные характеристики обеспечивались высокой энерговооружённостью самолета (два двигателя АИ-14Р по 260 лошадиных сил при взлётной массе 2100 килограмм), низкой удельной нагрузкой на крыло (50 кгс/м²), наличием автоматических предкрылков. Такая механизация крыла в сочетании с переставным в полёте стабилизатором позволяла получить посадочную скорость не более 50 км/ч при максимальной скорости 210 км/ч. Шасси с большим ходом амортизации (до 700 мм) позволяло выполнять посадки с парашютированием.